# La porta del costat
La porta del costat (títol original: Nebenan és una pel·lícula de comèdia negra alemanya escrita per Daniel Kehlmann i dirigida per Daniel Brühl que alhora en fa el paper protagonista juntament amb Peter Kurth. La pel·lícula es va estrenar al 71è Festival Internacional de Cinema de Berlín el març del 2021 en la secció de competició.
Es va emetre en català pel canal La 2 de RTVE Catalunya el 24 d'agost de 2024.

## Argument
En Daniel és una estrella del cinema acostumat a l'èxit que viu en un luxòs dúplex en mig del barri berlinès de Prenzlauer Berg. Tot és perfecte fins que un matí abans d'anar cap a l'aeropor per fer un càsting a Londres, s'atura, com molts altres cops, al bar de la cantonada per fer un cafè. Allà es troba en Bruno assegut a la barra, que fa temps que espera aquest moment. I així, aquest home eternament passat per alt, un dels perdedors de la reunificació alemanya i víctima de la gentrificació del que abans havia estat el Berlín Oriental, es venja, amb Daniel com a objectiu.

## Repartiment
- Daniel Brühl com a Daniel Weltz
- Peter Kurth com a Bruno
- Rike Eckermann com a Hilde, mestressa del bar.
- Aenne Schwarz com a Clara
- Gode Benedix com a Micha
- Justine Hirschfeld com a Conchita
- Ole Hermann com a Mirko
- Steffen Scheumann com a Dirk
- Mex Schlüpfer com a Guido
- Nils Doergelo com l'home del carrer.
- Vicky Krieps com la nova llogatera.

## Producció
Per a Daniel Brühl, aquesta pel·lícula va ser el seu debut com a director de cinema. El guió va ser escrit per Daniel Kehlmann, basat en una idea del mateix Brühl. La pel·lícula va ser produïda per l'empresa Amusement Park Film, que Brühl va fundar juntament amb Malte Grunert i Klaus Dohle a Berlín, i la filial alemanya de Warner Bros. El projecte va comptar amb el suport econòmic de Medienboard Berlin-Brandenburg (MBB), Filmförderanstalt (FFA) i Deutscher Filmförderfonds (DFFF).
A finals de setembre de 2019, el mateix Grunert va descriure Nebenan com una "comèdia negra que tracta sobre la desigualtat social i la gentrificació".
El rodatge va tenir lloc a Berlín, però es va haver d'interrompre el 28 de març de 2020 a causa de la pandèmia de la COVID-19. Es va reprendre a partir de l'11 de maig complint les estrictes mesures de protecció i van finalitzar el 18 de juny de 2020.

## Localització
Les imatges exteriors del bar es varen filmar a la cantonada dels carrers Fidicinstraße i Kopischstraße al barri berlinès de Kreuzberg. Mentre que la filmació de l'interior del bar es va fer en una rèplica del bar muntada en una sala dels estudis Bufa d'Oberlandstraße al districte de Tempelhof-Schöneberg.

## Premis i nominacions
| Any  | Premi                   | Categoria                             | Destinatari | Resultat |
| ---- | ----------------------- | ------------------------------------- | ----------- | -------- |
| 2021 | Berlinale               | Premi Os d'Or a la millor pel·lícula. | Nebenan     | Nominat  |
| 2021 | Fair Film Award Fiction | Millor llargmetratge.                 | Nebenan     | Nominat  |